# 弗拉基米爾·格拉納特
弗拉基米爾·格拉納特（俄語：Владимир Васильевич Гранат，1987年5月22日—）是俄羅斯的一位足球運動員。在場上司職後衛。他現在效力于俄羅斯足球超級聯賽球隊莫斯科迪納摩足球俱樂部。他也代表俄羅斯國家足球隊參賽。